# Ochrolechia alboflavescens
Ochrolechia alboflavescens är en lavart som först beskrevs av Franz Xaver von Wulfen, och fick sitt nu gällande namn av Alexander Zahlbruckner. Ochrolechia alboflavescens ingår i släktet Ochrolechia och familjen Ochrolechiaceae.  Arten är reproducerande i Sverige. Inga underarter finns listade i Catalogue of Life.